# Colegio Seminario de Montevideo
El Colegio Seminario es un colegio privado católico de Uruguay, el cual abrió sus puertas en marzo de 1880.

## Historia
Fue creado por la Compañía de Jesús, quienes regresaron al país en 1872 a solicitud del entonces vicario apostólico de Montevideo Jacinto Vera con el fin de crear una institución enfocada en la formación del clero y la enseñanza en la ciudad. En 1878 la  conformación del entonces denominado Seminario Conciliar recibió el apoyo inmediato de la familia Jackson-Errazquin para comenzar con la construcción del actual edificio, el cual abrió sus puertas el 1.º de marzo de 1880. A pesar de su denominación oficial, e incluso tras su cambio de denominación en 1899, cuando pasó a llamarse Colegio del Sagrado Corazón, continuó siendo llamado de forma coloquial como Colegio Seminario. En 1922 dejó de ser seminario para aspirantes al sacerdocio.
En 2010, volvió a ser denominado oficialmente con el nombre de Colegio Seminario.
En 2005 el colegio contaba con un total de 1.845 alumnos; actualmente está en el entorno de los 1800 alumnos, en régimen de doble horario.
En 2014 fue condecorado en la Cámara de Senadores de Uruguay. Numerosos políticos, expresidentes y personalidades relevantes del país fueron alumnos del Colegio, como el Expresidente de la República Luis Alberto Lacalle, los exvicepresidentes de la República Gonzalo Aguirre y Rodolfo Nin Novoa y los senadores Germán Araújo, Carlos Baráibar, Daniel Martínez, Enrique Rubio, Alfredo Solari, Francisco Gallinal, entre otros.
Cuenta con instalaciones deportivas, gimnasios, sala de musculación, canchas de fútbol, rugby, basketball, balonmano y hockey, además de un campo de deportes exclusivo, de amplias dimensiones, el campo deportivo San Ignacio de Loyola.
La institución cuenta con educación inicial, primaria y secundaria completas. Desde 2021 su rector es el padre Álvaro Pacheco, S.J., quien suplantó a mediados de 2021 a Fabián Antunez, S.J. (quien fuera nombrado obispo de la diócesis de San José).

## Galería

Vista del entonces Seminario Conciliar
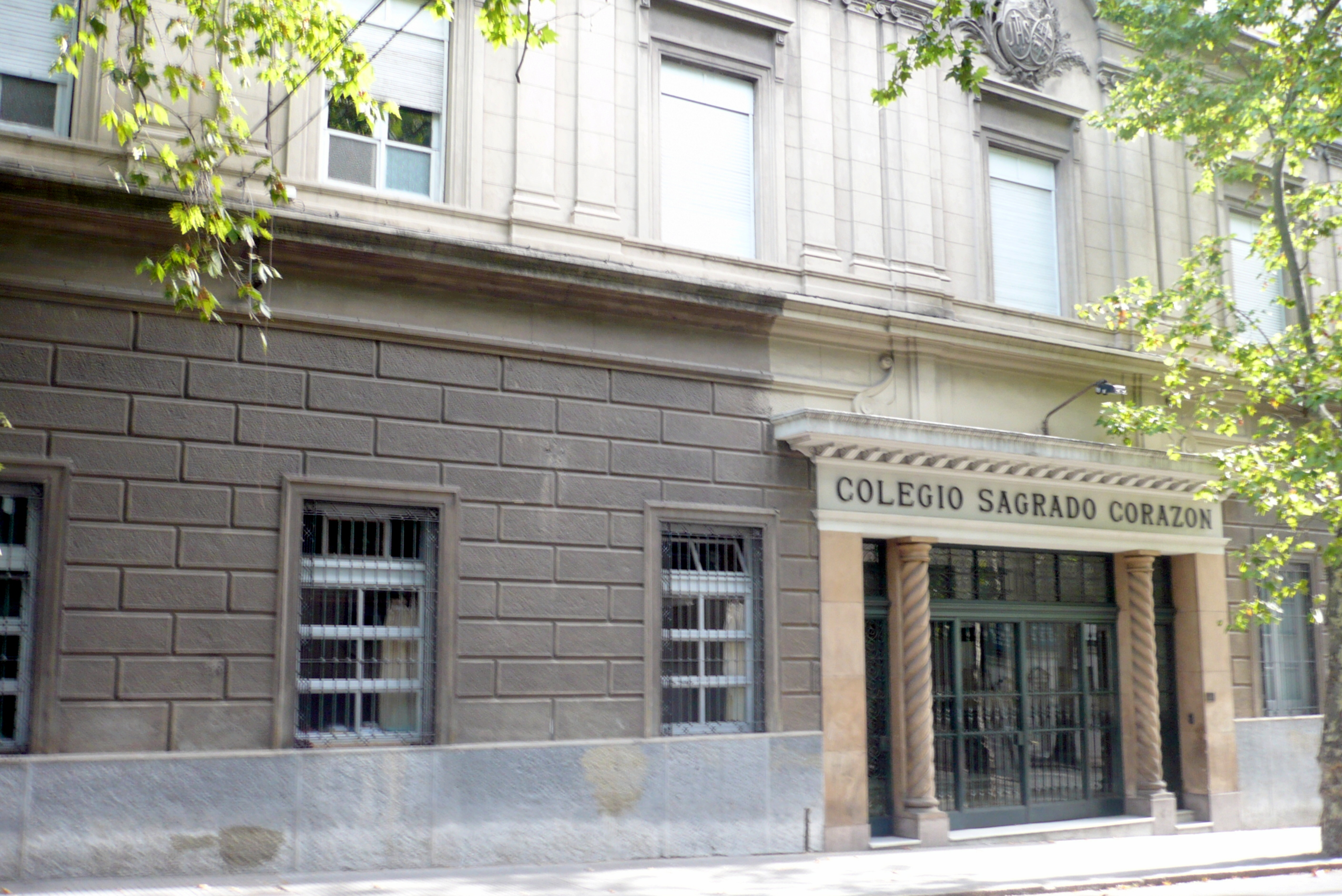